# ألبرت فيتز
ألبرت فيتز (بالألمانية: Albert Fitz) (و. 1842 – 1885 م) هو فيزيائي، وعالم نبات من ألمانيا . ولد في باد دوركهايم .
توفي في ستراسبورغ ، عن عمر يناهز 43 عاماً.